# آن لينا هانسن
آن لينا هانسن (بالنرويجية البوكمول: Anne Lena Hansen)‏ هي عارضة وصحفية نرويجية، ولدت في 9 يونيو 1974.

## روابط خارجية
- آن لينا هانسن على موقع IMDb (الإنجليزية)